# Корваллис
Корваллис — город в округе Бентон, штат Орегон, США.
Город расположен на западе штата, является административным центром округа Бентон. Население города свыше 55 тысяч человек.
Официальный девиз города — Enhancing Community Livability, что в вольном переводе значит «Улучшим благоустройство нашего района».

## История

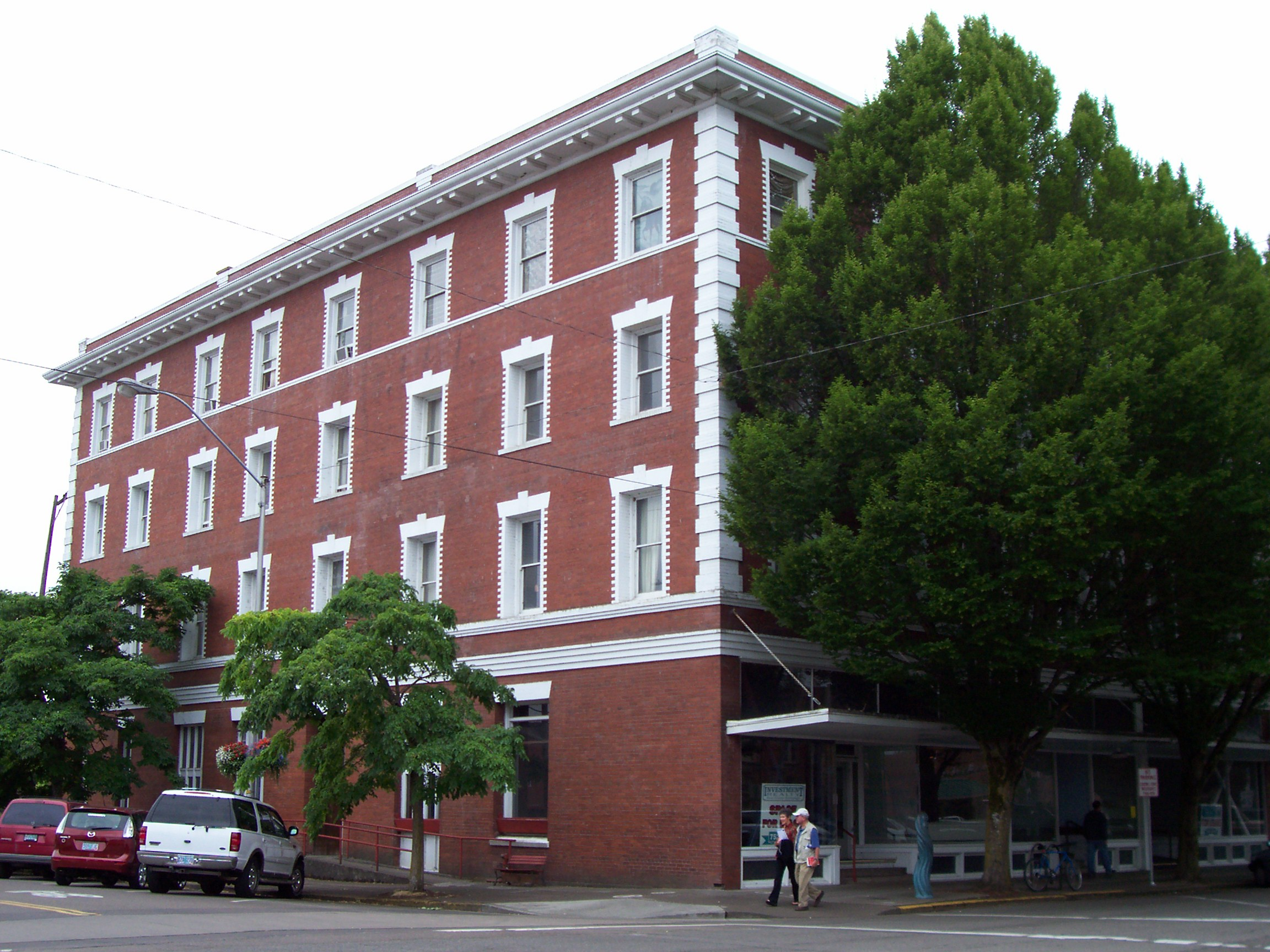
Julian Hotel

В 1845 году Джозеф К. Эйвери поселился на участке земли в устье реки Мэрис у места её впадения в Уилламетт. В 1849 году Эйвери открыл на этом месте торговлю, провел обследование земель и застолбил их за собой. Поселенцы, купившие у него земли, оказывались жителями Мэрисвилля, название предположительно по близлежащему пику Марии или же в честь Девы Марии.
В 1853 году законодательным собранием название города было изменено на Корваллис (от лат. cor vallis — сердце долины). 29 января 1857 года место стало официально именоваться городом.
Некоторое время Корваллис служил в качестве столицы территории Орегон, до того момента, пока в 1855 году столицей окончательно не стал Сейлем.
В конце XIX века Корваллис испытал некоторый бум развития. Здесь был построен электротехнический завод, вагоностроительный завод, последовали также другие инвестиции как частные так и государственные. Был построен окружной суд, новая уличная железная дорога, новая мельница и отель Корвалисс, ныне известный как Julian Hotel. Улучшалось качество дорожного покрытия, а сам город неоднократно расширялся. Город выпустил облигации для строительства водопровода и канализации, собственной электростанции.

## География
Корваллис находится на высоте 72 метров над уровнем моря. Город расположен в центре долины Уилламетт, в 74 км к востоку от Ньюпорта и Тихоокеанского побережья, в 137 км к югу от Портленда, в 48 км к югу от столицы штата Сейлема, в 16 км к юго-западу от Олбани и 77 км к северу от Спрингфилда.
Общая площадь города 37,04 квадратных километров, из них 36,3 км² земель и 0,44 км² вода.

## Климат
Как и остальная местность в долине Уилламетт, Корваллис находится в средиземноморском климате. Температуры умеренны круглый год, с тёплым и сухим летом и мягкой влажной зимой. Весной и осенью климат также влажный. Зимой снег выпадает редко и лежит недолго, обычно не более суток. В середине зимы бывают густые туманы, иногда они держатся весь день.
Выпадение осадков в черте города крайне неравномерно, связано это с тем, что Корваллис лежит в непосредственной близости от восточного склона горной цепи Oregon Coast Range.
| Показатель                                                 | Янв.  | Фев. | Март  | Апр. | Май  | Июнь | Июль | Авг. | Сен. | Окт. | Нояб. | Дек.  | Год   |
| ---------------------------------------------------------- | ----- | ---- | ----- | ---- | ---- | ---- | ---- | ---- | ---- | ---- | ----- | ----- | ----- |
| Абсолютный максимум, °C                                    | 19    | 20   | 24    | 29   | 36   | 39   | 41   | 42   | 39   | 33   | 22    | 19    | 42    |
| Средний суточный максимум, °C                              | 8,3   | 10,6 | 13,3  | 15,9 | 19,5 | 23   | 27,3 | 27   | 25,1 | 18,6 | 11,6  | 8     | 17,44 |
| Средний суточный минимум, °C                               | 0,9   | 1,9  | 3,1   | 4,4  | 6,7  | 9,2  | 11   | 10,8 | 9    | 5,4  | 3,3   | 1     | 5,56  |
| Абсолютный минимум, °C                                     | −18   | −17  | −11   | −4   | −2   | 1    | 3    | 3    | −3   | −6   | −10   | −22   | −22   |
| Норма осадков, мм                                          | 164,1 | 145  | 116,6 | 75,6 | 58,4 | 37,1 | 14,5 | 18,5 | 37,3 | 76,7 | 176,3 | 188,7 | 1109  |
| Источник: NOAA (normals, 1971–2000), и The Weather Channel |       |      |       |      |      |      |      |      |      |      |       |       |       |

## Демография
По данным переписи населения США на 2010 год численность населения составляла 54462 человека. На 2013 год по оценке Исследовательского центра Портленда население составило 55298 человек.
Корваллис является крупнейшим городом в своём комбинированном статистическом округе общее население в котором составляет 202 тысячи человек по данным переписи 2010 года.
Согласно данным переписи 2010 года насчитывалось 22283 домашних хозяйства и 10240 семей проживающих в городе. Плотность населения 1547 человек на квадратный км. Плотность размещения домовладений — 1772 на квадратный км. Расовый состав: 83,8 % белые, 7,3 % азиаты, 1,1 % чернокожие, 0,69 % коренных американцев, 0,33 % гавайцев или выходцев с островов Океании, 2,8 % другие расы, 4 % потомки двух и более рас.
Наиболее бурный рост населения города пришёлся на период с 1940 до 1970 года, тогда население увеличилось с 8392 до 40960 человек или же увеличилось примерно в пять раз.
По состоянию на 2000 год медианный доход на одно домашнее хозяйство в городе составлял $35437, доход на семью $53208. У мужчин средний доход $40770, а у женщин $29390. Средний доход на душу населения $19317. 9,7 % семей или 20,6 % населения находились ниже порога бедности, в том числе 15,2 % молодёжи младше 18 лет и 6 % взрослых в возрасте старше 65 лет.

## Экономика
Одним из основных местных работодателей является кампус университета штата Орегон, он находится вблизи главной площади города. Другие крупные работодатели: медицинский исследовательский центр AVI BioPharma, инжиниринговая компания CH2M Hill, компания Hewlett-Packard (здесь расположено производство картриджей и прототипов новых устройств), подразделение компании Evanite Fiber занимающейся нанотехнологиями, подразделение компании ONAMI (нано- и микротехнологии).
До недавнего времени фармацевтическая компания SIGA Technologies также являлась крупным работодателем, но в 2013 году подразделение компании — научно-исследовательский отдел, располагавшийся в Корваллисе, был закрыт и все сотрудники уволены.
Также здесь расположен Национальный репозиторий генов растений (англ. National Clonal Germplasm Repository), подчиняющийся министерству сельского хозяйства США. Репозиторий сохраняет гены фруктов и орехов, других агрономических культур всего мира.
Корваллис занимает 48 место в списке 100 лучших мест США для жизни и малого бизнеса. Таким образом Корваллис занял второе место в Орегоне после Портленда. Помимо него в этом списке Бенд (на 87 позиции) и Юджин (96 позиция).

## Образование
Корваллис имеет больше образовательных учреждений на душу населения чем любой другой город штата Орегон.
Государственные школы в городе находятся в ведении школьного округа Корваллис.
Также здесь расположены кампусы Университета штата Орегон и Linn-Benton Community College.

## Культура
В городе две картинные галереи Corvallis Arts Center и Fairbanks Gallery. Публичная библиотека Corvallis-Benton County Public Library основанная в 1932 году.
С 1988 по 2013 год проводился ежегодный фестиваль Дни Да-Винчи (англ. Da Vinci Days). На этом фестивале проводятся гонки кинетических скульптур, а также проходит фестивальный показ фильмов, играет живая музыка. Этот фестиваль стартовал как совместный проект Университета штата Орегон и Hewlett-Packard.

## Транспорт
Город расположен примерно в 16 км к западу от Interstate 5 в ближайшей точке. Через город проходит шоссе Oregon Route 99W . U.S. Route 20 идущая к Ньюпорту и Oregon Route 34 ведущая к Валдпорту проходят через город.
В центре города имеется автобусная станция Greyhound обеспечивающая междугороднее сообщение.
Для местного сообщения используются автобусы Corvallis Transit System. Шесть дней в неделю кроме воскресенья автобусы курсируют по восьми дневным маршрутам. Автобусы бесплатны для жетелей и гостей Корваллиса.
По данным Бюро переписей США 11,2 процента работников в городе Корваллис отправляются на работу на велосипеде, Корваллис занимает третье место среди самых велосипедных городов США (после Дейвис и Ки-Уэст).
Местный муниципальный аэродром (англ. Corvallis Municipal Airport) обслуживает частные и корпоративные самолёты. Ближайшие коммерческие аэропорты Eugene Airport (в 56 км, недалеко от города Юджин) и Portland International Airport (в 153 км).

## Города-побратимы
Корвалис имеет два города-побратима по версии Sister Cities International.
- Гондэр, Эфиопия
- Ужгород, Украина